# Cyrtonus franzi
Cyrtonus franzi é uma espécie de artrópode pertencente à família Chrysomelidae.